# فاليندا (كاليفورنيا)
فاليندا (بالإنجليزية: Valinda CDP, California)‏ هي منطقة سكنية تقع بولاية كاليفورنيا في الولايات المتحدة. تبلغ مساحتها 5.217 كم2، وترتفع عن سطح البحر 106 م، بلغ عدد سكانها 22,822 نسمة في عام 2010 حسب إحصاء مكتب تعداد الولايات المتحدة وتصل الكثافة السكانية فيها 4,374.5 نسمة لكل كيلومتر مربع (11,329.9/ميل2).

## التركيبة السكانية
حدّد مكتب تعداد الولايات المتحدة بيانات التركيبة السكانية لفاليندا في تعداد الولايات المتحدة. في ما يلي، التركيبة السكانية حسب تعدادي 2000 و2010.

### تعداد عام 2000
بلغ عدد سكان فاليندا 21,776 نسمة بحسب تعداد عام 2000، وبلغ عدد الأسر 4,753 أسرة وعدد العائلات 4,257 عائلة مقيمة في المنطقة السكنية. في حين سجلت الكثافة السكانية 4,174 نسمة لكل كيلومتر مربع (10,810.6/ميل2). وبلغ عدد الوحدات السكنية 4,851 وحدة بمتوسط كثافة قدره 929.8 لكل كيلومتر مربع (2,408.2/ميل2).
وتوزع التركيب العرقي للمنطقة السكنية بنسبة 40.47% من البيض و2.46% من الأمريكيين الأفارقة و1.18% من الأمريكيين الأصليين و9.42% من الأمريكيين ذوي الأصول الآسيوية و0.19% من سكان جزر المحيط الهادئ و41.08% من الأعراق الأخرى و5.19% من عرقين مختلطين أو أكثر و74.72% من الهسبانيون أو اللاتينيون من أي عرق.
بلغ عدد الأسر 4,753 أسرة كانت نسبة 63.7% منها لديها أطفال تحت سن الثامنة عشر تعيش معهم، وبلغت نسبة الأزواج القاطنين مع بعضهم البعض 66.3% من أصل المجموع الكلي للأسر، ونسبة 15.7% من الأسر كان لديها معيلات من الإناث دون وجود شريك، بينما كانت نسبة 7.5% من الأسر لديها معيلون من الذكور دون وجود شريكة وكانت نسبة 10.4% من غير العائلات. تألفت نسبة 7.1% من أصل جميع الأسر من عدة أفراد يعيشون في نفس المنزل ونسبة 3.3% كانت تتألف من شخص يعيش بمفرده يبلغ من العمر 65 عاماً أو أكثر. وبلغ متوسط حجم الأسرة المعيشية 4.57، أما متوسط حجم العائلات فبلغ 4.64.
بلغ العمر الوسطي للسكان 28.1 عاماً. وكانت نسبة 34.2% من القاطنين تحت سن الثامنة عشر، وكانت نسبة 10.9% بين الثامنة عشر والرابعة والعشرين عاماً، ونسبة 30% كانت واقعةً في الفئة العمرية ما بين الخامسة والعشرين والرابعة والأربعين عاماً، ونسبة 17.8% كانت ما بين الخامسة والأربعين والرابعة والستين، ونسبة 7% كانت ضمن فئة الخامسة والستين عاماً فما فوق. يوجد لكل 100 أنثى 98.7 ذكر، ويوجد لكل 100 أنثى في الثامنة عشر من عمرها فما فوق 96.1 ذكر.
بلغ متوسط دخل الأسرة في المنطقة السكنية 50,014 دولارًا، أما متوسط دخل العائلة فبلغ 49,926 دولارًا. وكان متوسط دخل الذكور 28,212 دولارًا مقابل 25,408 دولارًا للإناث. وسجل دخل الفرد الخاص بالمنطقة السكنية 12,911 دولارًا. وكانت نسبة 9.8% من العائلات ونسبة 12.5% من السكان تحت خط الفقر، وكان من هؤلاء نسبة 15.4% تحت سن الثامنة عشر ونسبة 11% في الخامسة والستين من العمر وما فوق.

### تعداد عام 2010
بلغ عدد سكان فاليندا 22,822 نسمة بحسب تعداد عام 2010، وبلغ عدد الأسر 4,927 أسرة وعدد العائلات 4,393 عائلة مقيمة في المنطقة السكنية. في حين سجلت الكثافة السكانية 4,374.5 نسمة لكل كيلومتر مربع (11,329.9/ميل2). وبلغ عدد الوحدات السكنية 5,071 وحدة بمتوسط كثافة قدره 972 لكل كيلومتر مربع (2,517.5/ميل2).
وتوزع التركيب العرقي للمنطقة السكنية بنسبة 48.45% من البيض و1.92% من الأمريكيين الأفارقة و1.05% من الأمريكيين الأصليين و11.91% من الأمريكيين ذوي الأصول الآسيوية و0.18% من سكان جزر المحيط الهادئ و32.99% من الأعراق الأخرى و3.48% من عرقين مختلطين أو أكثر و78.77% من الهسبانيون أو اللاتينيون من أي عرق.
بلغ عدد الأسر 4,927 أسرة كانت نسبة 57.9% منها لديها أطفال تحت سن الثامنة عشر تعيش معهم، وبلغت نسبة الأزواج القاطنين مع بعضهم البعض 62.9% من أصل المجموع الكلي للأسر، ونسبة 16.5% من الأسر كان لديها معيلات من الإناث دون وجود شريك، بينما كانت نسبة 9.7% من الأسر لديها معيلون من الذكور دون وجود شريكة وكانت نسبة 10.8% من غير العائلات. تألفت نسبة 7.6% من أصل جميع الأسر من عدة أفراد يعيشون في نفس المنزل ونسبة 3.7% كانت تتألف من شخص يعيش بمفرده يبلغ من العمر 65 عاماً أو أكثر. وبلغ متوسط حجم الأسرة المعيشية 4.61، أما متوسط حجم العائلات فبلغ 4.63.
بلغ العمر الوسطي للسكان 31.7 عاماً. وكانت نسبة 29.2% من القاطنين تحت سن الثامنة عشر، وكانت نسبة 11.6% بين الثامنة عشر والرابعة والعشرين عاماً، ونسبة 27.7% كانت واقعةً في الفئة العمرية ما بين الخامسة والعشرين والرابعة والأربعين عاماً، ونسبة 22.7% كانت ما بين الخامسة والأربعين والرابعة والستين، ونسبة 8.7% كانت ضمن فئة الخامسة والستين عاماً فما فوق. وتوزع التركيب الجنسي للسكان بنسبة 50.1% ذكور و49.9% إناث.